# المناخ التنظيمي
يُطلق مصطلح "المناخ التنظيمي"  -المعروف أحيانًا باسم "مناخ المؤسسة"- على مفهوم له معنىً أكاديميٌ في مجالات السلوك التنظيمي وعلم النفس والاقتصاد المؤسسي، إضافةً إلى المعنى العملي في عالم الأعمال. وهناك نقاشٌ أكاديميٌ مستمر حول التعريف الدقيق لمناخ المؤسسة لأغراض الدراسة العلمية، ويميّز التعريف الذي طوره لورنس آر جيمس (1943-2014) وزملاؤه بين المناخ النفسي لأفراد المؤسسة والهيكل التنظيمي لها.

## التعريفات
يُعرّف المناخ النفسي بأنه تصور الموظف الفردي للتأثير النفسي لبيئة العمل على رفاهه الشخصي، عندما يتفق الموظفون في وحدة عمل معينة على تصوراتهم لتأثير بيئة العمل يمكن تجميع تصوراتهم المشتركة لوصف مناخهم التنظيمي.
يؤخذ التقييم الجماعي للموظفين لبيئة العمل التنظيمي في اعتبار العديد من أبعاد الموقف بالإضافة إلى التأثير النفسي للبيئة، على سبيل المثال: الخصائص الخاصة بالوظيفة مثل وضوح الدور وعبء العمل، والجوانب الأخرى الفريدة لوظيفة الشخص المحددة لها تأثير نفسي يمكن الاتفاق عليه من قبل أعضاء المنظمة.
تعد مجموعة العمل أو التعاون والفعالية بالإضافة إلى القيادة والدعم التنظيمي أبعادًا أخرى للتجربة المشتركة التي تؤثر في المناخ التنظيمي، والاستطلاعات هي الطريقة الأكثر شيوعًا لقياس المناخ التنظيمي، يمكن قياس جوانب المناخ التي تؤثر على أداء مجموعات محددة من السلوكيات والنتائج مثل المناخ من أجل السلامة ومناخ الابتكار.

## مناهج المناخ التنظيمي
هناك نوعان من الصعوبات في تحديد مناخ المنظمة: كيفية تحديد المناخ، وكيفية قياسه بشكل فعال على مستويات مختلفة من التحليل. علاوة على ذلك، هناك عدة مناهج لمفهوم المناخ، اثنان على وجه الخصوص حظيا برعاية كبيرة: نهج المخطط المعرفي ونهج الإدراك المشترك.
يعتبر نهج المخطط المعرفي مفهوم المناخ كإدراك فردي وتمثيل معرفي لبيئة العمل، ومن هذا المنظور يجب إجراء تقييمات المناخ على المستوى الفردي.
يؤكد نهج التصور المشترك على أهمية المفاهيم المشتركة باعتبارها أساس مفهوم المناخ، كما تم تعريف المناخ التنظيمي على أنه: التصور المشترك للطريقة التي تسير بها الأمور هنا.
هناك قدر كبير من التداخل في النهجين.

### نهج المخطط المعرفي
يشار إلى التمثيلات المعرفية للأشياء الاجتماعية بالمخططات، هذه المخططات هي بنية ذهنية تمثل بعض جوانب العالم وهم منظمون في الذاكرة في شبكة ترابطية.
في هذه الشبكات الترابطية، يتم تجميع المخططات المتشابهة معًا، وعند تنشيط مخطط معين قد يتم تنشيط المخططات ذات الصلة أيضًا، وقد يؤدي تنشيط المخطط أيضًا إلى زيادة إمكانية الوصول إلى المخططات ذات الصلة في الشبكة النقابية، وعندما يكون المخطط متاحًا بشكل أكبر، فهذا يعني أنه يمكن تنشيطه واستخدامه بسرعة أكبر في موقف معين، وعندما يتم تنشيط المخططات ذات الصلة قد تؤثر الاستنتاجات التي تتجاوز المعلومات المقدمة في حالة اجتماعية معينة على التفكير والسلوك الاجتماعي بغض النظر عما إذا كانت هذه الاستنتاجات دقيقة أم لا.
أخيرًا عند تنشيط المخطط قد يكون الشخص على علم به أو لا يكون على علم به.
عمليتان تزيدان من إمكانية الوصول إلى المخططات هما البروز والتهيئة: البروز هو الدرجة التي يبرز بها كائن اجتماعي معين بالنسبة للأشياء الاجتماعية الأخرى في موقف ما، فكلما زاد بروز كائن ما زادت احتمالية إتاحة الوصول إلى المخططات الخاصة بهذا الكائن، على سبيل المثال إذا كانت هناك أنثى واحدة في مجموعة من سبعة ذكور فقد يكون الوصول إلى مخططات الجنس الأنثوي أكثر سهولة وتؤثر على تفكير المجموعة وسلوكها تجاه عضو المجموعة الإناث، يشير التمهيد إلى أي تجارب مباشرة قبل الموقف الذي تسبب في أن يكون المخطط أكثر سهولة.

### نهج الإدراك المشترك
اتبع بعض الباحثين نموذج الإدراك المشترك للمناخ التنظيمي، يحدد نموذجهم المتغيرات التي تقلل من قدرة المنظمة على تعبئة قوتها العاملة من أجل تحقيق أهداف العمل وتعظيم الأداء.
أحد المستخدمين الرئيسيين لهذا النموذج هو إدارات حكومة ولاية كوينزلاند في أستراليا، التي تستخدم هذا النموذج من المناخ لاستطلاع آراء الموظفين من أجل تحديد وقياس جوانب مكان العمل التي تؤثر على الإجهاد والروح المعنوية ونوعية الحياة العملية والرفاهية ومشاركة الموظفين والتغيب عن العمل والأداء.
في حين أن المنظمة وقادتها لا يستطيعون إزالة كل ضغوط الحياة اليومية عن موظفيها، فقد حددت دراسات المناخ التنظيمي عددًا من سلوكيات القادة التي لها تأثير كبير على الإجهاد والمعنويات، على سبيل المثال: وجد أحد أرباب العمل في حكومة ولاية كوينزلاند (وهو Queensland Transport) أن زيادة وعي المديرين بهذه السلوكيات قد أدى إلى تحسين جودة الموظفين في الحياة العملية وقدرة QT على تحقيق أهدافها التنظيمية.

## المناخ التنظيمي مقابل الثقافة التنظيمية
المناخ التنظيمي والثقافة التنظيمية مفهومان متميزان، فالمناخ والثقافة كلاهما جانبان مهمان من السياق العام أو البيئة أو الوضع، وتميل الثقافة التنظيمية إلى أن تكون مشتركة من قبل جميع أو معظم أعضاء بعض المجموعات الاجتماعية، وهو شيء يحاول الأعضاء الأكبر سنًا نقله إلى الأعضاء الأصغر سنًا، ويشَكَّل السلوك والبنى والتصورات عن العالم، وغالبًا ما تتم دراسة الثقافات وفهمها على المستوى الوطني: الثقافة الأمريكية أو الفرنسية.
تشمل الثقافة القيم والمعتقدات والافتراضات الراسخة والرموز والأبطال والطقوس، ويمكن فحص الثقافة على المستوى التنظيمي أيضًا، والفرق الرئيسي بين الثقافة التنظيمية والوطنية هو أنه يمكن للناس أن يختاروا الانضمام إلى مكان عمل لكنهم عادة ما يولدون في ثقافة وطنية، ومن ناحية أخرى يُعرَّف المناخ التنظيمي غالبًا على أنه الأنماط المتكررة للسلوك والمواقف والمشاعر التي تميز الحياة في المنظمة، بينما تميل ثقافة المؤسسة إلى أن تكون عميقة ومستقرة، وعلى الرغم من ارتباط الثقافة بالمناخ إلا أن المناخ غالبًا ما يكون أسهل في التقييم والتغيير، وعلى مستوى التحليل الفردي يسمى المفهوم المناخ النفسي الفردي، وغالبًا ما يتم تجميع هذه التصورات الفردية أو جمعها للتحليل والفهم على مستوى الفريق أو المجموعة أو على مستوى القسم أو الوظيفي أو التنظيم العام.

## المسوحات المناخية
توفر نظريات علم النفس المعرفي وعلم النفس العصبي والذكاء العاطفي مبررًا علميًا إضافيًا للسبب الذي يدفع القادة إلى تحسين التوتر والروح المعنوية في مكان العمل لتحقيق أقصى قدر من الأداء، ويمكن أن توفر المسوحات المناخية أدلة ملموسة على كيفية عمل ذلك.
يمكّن مسح المناخ التنظيمي من تقييم تأثير استراتيجيات الموارد البشرية لإنشاء حسابات عائد استثمار الموارد البشرية (HRROI)، وقد وُجد أن هذه البيانات فعالة للغاية في تغيير منظور المبادرات القائمة على الأشخاص باعتبارها «استثمارًا» وليس «تكلفة» وتحويل الموارد البشرية إلى «شريك استراتيجي مهم للمهمة» من تصورها «لإدارة شؤون الموظفين».
وجد عدد من الدراسات التي أجراها دكتور دينيس روز وزملاؤه بين ٢٠٠١-٢٠٠٤ صلة قوية جدًا بين المناخ التنظيمي وردود فعل الموظفين مثل مستويات التوتر والتغيب والالتزام والمشاركة.
وجدت دراسة أن نموذج المناخ التنظيمي لهارت وجريفين وآخرين (١٩٩٦) يمثل على الأقل ١٦٪ إجازة مرضية ليوم واحد و١٠٪ معدلات فصل في منظمة واحدة، وتدعم دراسات أخرى الروابط بين المناخ التنظيمي والعديد من العوامل الأخرى مثل الاحتفاظ بالموظفين والرضا الوظيفي والرفاهية والاستعداد للإبداع والابتكار والتغيير. استعرض كل من Hunter و Bedell و Mumford العديد من الأساليب لتقييم المناخ من أجل الإبداع ووجدوا أن تلك الدراسات المناخية التي استندت إلى أدوات متطورة وموحدة أنتجت أحجام تأثير أعلى بكثير من الدراسات التي كانت مبنية على مقاييس مطورة محليًا.